# Robert Kro
Robert Kro (* 24. September 1958) ist ein ehemaliger österreichischer Fußballprofi, der als Abwehrspieler eingesetzt wurde. Im Jahr 1982 musste er wegen einer schweren Knieverletzung seinen Rücktritt bekannt geben.

## Karriere

### Bundesliga
Kro begann seine Karriere als Jugendlicher beim österreichischen SC Brunn am Gebirge. Er wechselte im Jahr 1976 zum FC Admira Wacker Mödling, wo er am 26. Februar 1977 in der Bundesliga debütierte. Insgesamt kam er in sechs Spielzeiten auf 97 Einsätze mit kumuliert 8.023 Spielminuten, wobei er lediglich in seiner Premierensaison 1976/77 (neun Spiele) und in seiner abschließenden Spielzeit 1981/82 (zwei Spiele) unter der Schwelle von zehn oder mehr Einsätzen blieb. Quer über alle seiner absolvierten Saisons wurde er dreimal von der Ersatzbank auf das Spielfeld geschickt und 14 mal von seinen Trainern vorzeitig aus dem Spiel genommen.
Über seine gesamte Laufbahn sammelte er in der österreichischen Bundesliga 21 Gelbe Karten und erhielt eine Rote Karte. Nach Angaben der Datenbank weltfussball.de wurden jedoch nur 16 seiner Aktionen mit einer Gelben Karte sanktioniert.

### Pokal
Im ÖFB-Cup, dem Pokalwettbewerb der österreichischen Fußballmannschaften, bestritt er – im Gegensatz zu seinen kontinuierlichen Einsätzen in den regulären Spielzeiten – lediglich ein Spiel. Es war das Hinspiel im Finale gegen SSW Innsbruck, das aufgrund eines Tores von Werner Seubert mit 1:0 verloren ging.

### U-21-Nationalmannschaft
Ebenso war er Stammspieler in der (damaligen) U-21 Nationalmannschaft, in der er zusammen mit Spielern wie Bruno Pezzey spielte. Eines seiner Highlights war das U-21 Spiel gegen die Türkei im Jahr 1977 in Izmir. Mit zwei Niederlagen gegen das Nachwuchsteam des deutsch-demokratischen Fußballverbands sowie einem Unentschieden und einer Niederlage gegen die Auswahl des türkischen Fußballverbandes wurde die Qualifikation zur U-21-Fußball-Europameisterschaft 1978 deutlich verpasst.

## Familie
Kro ist verheiratet und Vater dreier Töchter.